# 24450 Вікторчанґ
24450 Вікторчанґ (24450 Victorchang) — астероїд головного поясу, відкритий 29 серпня 2000 року.
Тіссеранів параметр щодо Юпітера — 3,256.